# Phạm Văn Nhận
Phạm Văn Nhận, sinh năm 1921 tại làng Vẽ, Hà Nội, Bắc Kỳ) là một nhà điện ảnh người Pháp.

## Tiểu sử
Phạm Văn Nhận có nguyên quán tại Hà Đông nhưng sinh năm 1921 tại làng Vẽ, Hà Nội, xứ Bắc Kỳ thuộc Liên bang Đông Dương. Vào năm 1939, để ứng phó nguy cơ chiến tranh với Đức Quốc xã, chính quyền thực dân Pháp điều động công nhân Việt Nam sang mẫu quốc làm việc trong các nhà máy nhằm thay thế công nhân Pháp đã được lệnh tổng động viên. Với hầu hết nông dân thì đây chỉ là một hình thức lao động cưỡng bức, nhưng với nhiều thanh niên thành thị thì là một cơ hội ra ngoại quốc để hiểu biết thêm. Ông Phạm Văn Nhận bấy giờ là học sinh lớp 11 trường Thăng Long, đã bỏ thi tú tài đệ nhất cấp để sang Pháp theo diện ONS, nhưng công việc chủ yếu là thông dịch cho anh em lính thợ người Việt. Đến Pháp, ông đăng ký học hàm thụ ngành điện, vô tuyến và điện thoại, được vài tháng thì xảy ra sự kiện chính phủ Philippe Pétain đầu hàng, chiến sự tạm lắng với việc Đức Quốc xã chiếm đóng hầu hết lãnh thổ Pháp. Trong thời gian này, ông chia sẻ số phận chung của lính thợ trong các trại tập trung và tham gia đấu tranh tích cực chống chế độ hà khắc của ban quản trại. Sau cuộc đổ bộ của quân Đồng Minh dẫn tới việc nước Pháp được giải phóng, ông được một doanh nghiệp của quân lực Mỹ đào tạo thêm về điện và trở thành chuyên viên sửa điện.
Dù đã thành công nhân bậc cao nhưng niềm đam mê của Phạm Văn Nhận lại là nhiếp ảnh, số tiền đầu tiên mông dành dụm được khi đặt chân đến Pháp là để mua máy ảnh Lumière Super Eljy. Nhiều bức ảnh về trại lính thợ Việt Nam hiện lưu hành trong các kho lưu trữ Pháp là được chụp bởi chiếc máy này. Khi Hồ Chí Minh đến Pháp năm 1946, Hội Ái hữu người Việt đã giới thiệu ông làm việc cùng nhiếp ảnh gia Vũ Năng An. Họ gọi thêm họa sĩ Mai Trung Thứ là người duy nhất trong tổ chức biết sử dụng máy quay phim để lập nên nhóm điện ảnh Sao Vàng. Đây là lần đầu tiên Phạm Văn Nhận được cầm máy 16 ly thu lại những thước phim thời sự về Hồ Chí Minh, phái đoàn Phạm Văn Đồng và phong trào Việt kiều tại Pháp.
Nhờ trải nghiệm này, ông được nhà làm phim Pháp Léo Joannon - có vợ người Việt - thuê vào làm trong hãng sản xuất máy quay phim ở khâu kiểm tra máy trước khi giao hàng, nhờ đó ông lại có điều kiện sử dụng các loại máy quay và ống kính. Về sau, khi làm phim, Léo Joannon lại kêu Phạm Văn Nhận làm trợ lý đạo diễn, nên ông đã tìm hiểu được những công đoạn của quá trình quay phim. Năm 1952, Phạm Văn Nhận tự thuê máy quay 35 ly, thực hiện bộ phim truyện đầu tay dài 30 phút là Trang nhật ký, kể về hoàn cảnh của các sinh viên Việt Nam du học tại Pháp phải tự xoay xở để sinh nhai khi không còn nhận được tiền của gia đình từ quê hương, Phùng Thị Nghiệp và Phạm Trung Vinh giữ vai chính. Sau khi hoàn thành phần quay, nhờ mối quan hệ gia đình của người vợ Pháp với ông Faidherbe, giám đốc kỹ thuật của hãng hậu kỳ LTC, Phạm văn Nhận được phép vào hãng vừa làm, vừa học các khâu tráng, in, chỉnh sáng, dựng phim. Trang nhật ký dẫu được nhận định là còn kém về nghệ thuật nhưng vẫn thành công thương mại khi phát hành ở Việt Nam đầu năm 1953, bởi đây là phim truyện đầu tiên do người Việt Nam trực tiếp làm đạo diễn sau năm 1945.
Từ sự thành công về doanh thu này, ngân hàng Franco-chinoise đặt Phạm Văn Nhân thực hiện một phim nối tiếp. Đó là Hai thế giới quay năm 1953, dài 61 phút, nói đến nạn lao phổi trong giới sinh viện người Việt du học tại Pháp - diễn viên là Phùng Thị Nghiệp, Lê Hùng, Vũ Ngọc Tuân, Phạm Ngọc Tuấn. Cũng năm 1953, Phạm Văn Nhận làm phim Giá hạnh phúc, dài 78 phút, quy tựu Vĩnh Huệ, Lê Hùng và Vũ Ngọc Tuân trong một câu chuyện gia đình Việt kiều, ở đó tinh thần nhẫn nại của người vợ hiền đã cảm hóa được người chồng ăn chơi và vũ phu. Tác phẩm thứ tư của Phạm Văn Nhận đánh dấu sự ra đời của hãng Mỹ Phương Phim do bà Hạ Thị Loan sáng lập năm 1954 để sản xuất tại Pháp và phát hành ở Việt Nam bộ phim truyện dài 94 phút Vì đâu nên nỗi. Phỏng theo tiểu thuyết Cha con nghĩa nặng của Hồ Biểu Chánh, bộ phim dựng lại tại khu rừng tre Anduze một làng ở đồng bằng sông Cửu Long, những nhân vật chính trong truyện do Nguyễn Tấn Hớn, Nguyễn Thị Tuyết Vân và Hương Sinh thủ vai. Từ đó, sự nghiệp điện ảnh của ông Nhận gắn với Mỹ Phương Phim.
Sau Hiệp định Genève kết thúc chiến tranh Pháp - Việt, hãng phim chuyển hoạt động sản xuất về nước và Lòng nhân đạo là tác phẩm đầu tiên của Phạm Văn Nhận thực hiện ở Sài Gòn năm 1955. Dựa vào truyện của Phú Đức, phim kể chuyện một bác sĩ giàu sang, sống ích kỷ được cô y tá cảm hóa, đưa đến chữa bệnh nhân nghèo ở xóm lao động - những vai chính do các nghệ sĩ sân khấu Kim Cương, Trần Văn Trạch và diễn viên Hà Minh Tây đảm nhận. Năm 1956, ông Nhận cho ra đời Giọt máu rơi, song phim không qua được kiểm duyệt của bộ thông tin vì diễn tả xung đột giữa giới lao động nghèo và những nhà tư sản nhiều thế lực. Chí ít đó là lý do chính thức, bởi thật ra, theo ông Nhận, phim không được phép phát hành vì Mỹ Phương Phim không chấp nhận hối lộ người cấp giấy phép. Sau kinh nghiệm cay đắng này, ông Nhận và hãng phim rút ra kết luận không thể làm phim trong những điều kiện đó. Giọt máu rơi, tác phẩm bị cấm chiếu của đạo diễn Phạm Văn Nhận, cũng là bộ phim cuối cùng của ông.
Từ năm 1957 trở đi, Mỹ Phương Phim chuyển hoạt động điện ảnh sang lãnh vực thuần kỹ thuật, lập phim trường tại quận Phú Nhuận cùng với xưởng in tráng phim, xưởng lồng tiếng và chuyển âm phim. Nhờ có kiến thức về điện và khéo léo về tay nghề, ông Nhận đã sáng chế một kỹ thuật chuyển âm ít tốn kém, dùng băng từ để ghi âm rồi dán lên phim nhựa. Một bản phim do Mỹ Phương Phim chuyển âm như vậy có đến ba đường tiếng: Ngoài đường tiếng quang học gốc, có hai đường tiếng từ tính, tiếng Việt và cả tiếng Hoa cho các rạp chiếu bóng ở Chợ Lớn. Cùng với phát minh kỹ thuật này, ông Nhận còn thiết chế máy cắt dán băng từ, máy chiếu có đầu từ đọc phim chuyển âm. Công nghệ của Mỹ Phương Phim được xuất khẩu sang Campuchia khi ở Phnôm Pênh hình thành một hãng chuyển âm phim. Ông Nhận cho biết đã có những lúc hầu hết các phim chuyển âm chiếu tại Sài Gòn - Chợ Lớn xuất phát từ Mỹ Phương Phim - không chỉ phim Ấn Độ, mà cả phim Nhật, Mỹ, Pháp. Song, do không bảo vệ được quyền sở hữu trí tuệ, Mỹ Phương Phim về sau phải chịu sự cạnh tranh của những hãng sao chép kỹ thuật chuyển âm này. Ông Nhận còn sáng chế một kỹ thuật phụ đề phim ít tốn kém, nhưng không được sử dụng nhiều vì giá thành vẫn cao hơn kỹ thuật chuyển âm.
Vào năm 1965, những chuyển biến chính trị và quân sự Việt Nam Cộng hòa khiến ông Nhận quyết định chấm dứt mọi hoạt động điện ảnh tại quốc nội và trở sang Pháp sống với gia đình. Trước khi nghỉ hưu tại La Grande Motte, ông có nhiều hoạt động khác, không liên quan với điện ảnh – kể cả làm trang trại chăn nuôi trừu tại vùng Poitou - Charente. Tên tuổi ông chỉ xuất hiện lại trên sách báo và màn ảnh sau khi tác phẩm của Pierre Daum năm 2009 gây tiếng vang trong dư luận Pháp và được nối tiếp bởi những trang mạng dành cho lính thợ, những cuộc triển lãm lưu động, những lễ ghi nhận công lao lính thợ ở Arles và các thị xã khác, những buổi chiếu và thảo luận phim của Lê Lâm ở khắp nước Pháp, buổi truyền hình phim tài liệu của Laurence Jourdan trên đài France 5… Song, đối với nhà đạo diễn Việt Nam 96 tuổi, có ý nghĩa nhất vẫn là sáng kiến của viện Lưu trữ phim Pháp (Archives françaises du film – hiện bảo quản ba bộ phim dài do ông thực hiện ở Pháp) phục chế bản phim Hai thế giới, và quyết định của viện phim Cinémathèque française giới thiệu bộ phim này tháng 6 năm 2014 trong chương trình Toàn cảnh điện ảnh Việt Nam.

## Xuất phẩm
- Chủ tịch Hồ Chí Minh thăm chính thức nước Pháp (1946, cùng Vũ Năng An và Mai Trung Thứ)
- Trang nhật ký (1952)
- Giá hạnh phúc (1953)
- Hai thế giới[1] (1953)
- Vì đâu nên nỗi (1954)
- Lòng nhân đạo (1955)
- Giọt máu rơi (1956)